# 丰后水道地震
丰后水道地震（日语：豊後水道地震）是指2024年4月17日发生于日本丰后水道的一场地震。该次地震震中位于33°12.0′N 132°24.5′E / 33.2000°N 132.4083°E，地震規模为Mj 6.6，震源深度约39千米，最大震度6弱。

## 构造背景
日本列岛地处欧亚大陆板块、北美洲板块、太平洋板块和菲律宾海板块四个板块的交界处，是组成环太平洋火山地震带的一部分。太平洋板块、北美洲板块和欧亚大陆板块、菲律宾海板块互相碰撞，使得日本列岛逐渐从海底突起，这使得日本附近地区火山、地震等自然灾害频发。而丰后水道位于歐亞大陸板塊和菲律宾海板块的接壤处，是日本地震最频繁的地区之一。

## 緊急地震速報
氣象廳於23時14分54.2秒偵測到地震波，並於59.7秒對外發布緊急地震速報，後續於15分10.6秒發布第2報警報。
- 【第1報】23時14分59.7秒 警報範圍

愛媛、山口、高知、大分、廣島
- 【第2報】23時15分10.6秒 續報範圍

四國、九州、中國

## 各地震度
下表列出了震度达到5弱及以上的地区。
| 震度 | 都道府縣 | 市町村                               |
| ---- | -------- | ------------------------------------ |
| 6弱  | 愛媛縣   | 愛南町                               |
| 6弱  | 高知縣   | 宿毛市                               |
| 5强  | 愛媛縣   | 宇和島市                             |
| 5弱  | 愛媛縣   | 八幡濱市 大洲市 西予市 内子町 鬼北町 |
| 5弱  | 大分縣   | 津久見市 佐伯市                      |

气象厅在愛媛縣和高知縣观测到最大震度6弱，这是氣象廳震度分級新制實施以来首次出现震度6弱及以上（四国）的地震。

## 长周期地震动
| 階級 | 都道府縣 | 觀測站名                   |
| ---- | -------- | -------------------------- |
| 2    | 高知縣   | 宿毛市片島、土佐清水市有永 |

高知县西部观测到了階級2的长周期地震动，即相当于室内发生了较大的摇晃，人在没有物体支撑的情况下很难走动的程度。此外，鳥取县、愛媛县、熊本县、大分县、宮崎县、和鹿儿岛县观测到了階級1的长周期地震动，即相当于室内绝大多数人都感受到了震感的程度。

## 与南海海槽地震的关系
氣象廳表示本次地震雖發生在南海海槽特大地震假想區，但規模未達發布南海海槽地震臨時情報標準，此外也表示，大地震的可能不會迅速增加，因為其發震機制與預期的南海海槽特大地震不同。

## 震害情况
- 此次地震共造成16人受伤，其中2人臉部骨折重傷[20]。
- 此次地震導致土砂災害，水管爆裂，路燈倒塌等[4]。
- 伊方核能發電廠的3號機組於地震發生時正在運行，地震導致核電站出現明顯搖晃，3號機組內蒸汽加熱裝置水箱的水位計出現故障，進而影響發電效率，該發電機出力下降了約2%[21]。日本原子能規制廳表示尚無對安全方面的影響，四國電力亦稱該機組於震後繼續運轉並無大礙[22]。

## 外部連結
- 令和6年4月17日23時14分頃の豊後水道の地震について （页面存档备份，存于） - 気象庁（日語）